# Jonny Williams
Jonathan Peter „Jonny“ Williams (* 9. Oktober 1993 in Pembury, England) ist ein walisischer Fußballnationalspieler, der von 2013 bis 2022 für die walisische Nationalmannschaft spielte. Seit 2023 steht er beim FC Gillingham unter Vertrag.

## Sportlicher Werdegang
Der südöstlich von London geborene Williams schloss sich der Jugendabteilung des Hauptstadtvereins Crystal Palace an und gab sein Debüt in der Profimannschaft des Zweitligisten im August 2011. Nach einer Saison im unteren Tabellen-Mittelfeld mit 14 Einsätzen kam er in seiner zweiten Saison auf 32 Spiele und der Verein konnte als Fünfter an den Playoffs um den Aufstieg teilnehmen, in denen er erfolgreich war. Nach neun Spielen in der Premier League 2013/14 wurde er aber an den Zweitligisten Ipswich Town verliehen, für den er in 13 Spielen im oberen Tabellen-Mittelfeld spielte. Die Saison 2014/2015 begann er mit zwei Erstligaspielen für Crystal Palace, wurde dann aber erneut an Ipswich verliehen, zunächst für fünf Spiele im Herbst 2014 und dann noch einmal für zwei Spiele im April 2015. Zu Beginn der Saison 2015/16 wurde er zunächst an den Zweitligisten Nottingham Forest verliehen, kehrte dann Anfang 2016 nach zehn Spielen zu Crystal Palace zurück um nach einem Erstligaspiel an Milton Keynes Dons verliehen zu werden, für die er dann nach Auskurierung einer Schulterverletzung noch 13 Zweitligaspiele bestritt. Es folgte eine erneute Ausleihe an Ipswich Town und danach an den AFC Sunderland. Anfang 2019 wechselte er ablösefrei an den Drittligisten Charlton Athletic. Mit diesen stieg er nach dem Sieg im Aufstiegs-Play-off-Finale zur Saison 2019/20 in die zweite Liga auf. Im Februar 2021 wechselte er zum walisischen Klub Cardiff City, bei dem er wieder auf seinen Ex-Ipswich-Trainer Mick McCarthy traf.
Im August 2021 wechselte er ablösefrei zum englischen Viertligisten Swindon Town. Im Juni 2023 wechselte er zum Ligakonkurrenten FC Gillingham.

## Nationalmannschaft
Da Williams’ Vater im walisischen Anglesey geboren wurde, kann er international für Wales spielen. Er spielte für die U-17-Mannschaft und für die U-19-Mannschaft in der ersten und zweiten Qualifikationsrunde für die U-19-Fußball-Europameisterschaft 2013, konnte sich aber nicht für die Endrunde qualifizieren. 2011 bestritt er mit 17 Jahren drei Spiele in der Qualifikation für die U-21-EM 2013 für die U-21-Mannschaft.
Nachdem er 2012 schon zweimal zur A-Nationalmannschaft eingeladen aber nicht eingesetzt wurde, kam er am 22. März 2013 mit 19 Jahren erstmals für die walisische A-Nationalmannschaft zum Einsatz. Er wurde beim Qualifikationsspiel für die WM 2014 gegen Schottland in der 46. Minute für den Virus-geschwächten Gareth Bale eingewechselt. Drei Tage später spielte er gegen Kroatien dann ebenso über 90 Minuten wie fünf Monate später im nächsten Spiel gegen Irland. In seinem vierten Spiel wurde dann nach einer Stunde aufgrund einer Knöchelverletzung ausgewechselt. Er konnte deshalb auch in den darauf folgenden vier Spielen nicht eingesetzt werden. Im März 2014 wurde er gegen Island dann in der 72. Minute wieder für Bale eingewechselt. Drei Monate später wurde dann gegen die Niederlande in der 70. Minute sein Namensvetter George für ihn eingewechselt, der später noch zweimal für ihn eingewechselt wurde. Jonny wurde dann zwar für das erste Spiel der Qualifikation für die EM 2016 im September 2014 gegen Andorra nominiert, aber nicht eingesetzt. Im Oktober gegen Bosnien und Herzegowina durfte er wieder 82 Minuten mitspielen und wurde dann verletzungsbedingt ausgewechselt. Danach folgte eine verletzungsbedingte Pause, in der er sieben EM-Qualifikationsspiele verpasste und wurde dann erst zum letzten Qualifikationsspiel gegen Andorra, als die erstmalige Qualifikation für eine EM-Endrunde schon feststand, wieder eingesetzt. Danach kam er auch bei den drei Freundschaftsspielen im November 2015 und März 2016 zum Einsatz.
Am 9. Mai 2016 wurde er in den vorläufigen Kader für die EM 2016 berufen, mit dem am 23. Mai ein Trainingslager in Portugal begann. Er wurde dann auch für den endgültigen Kader berücksichtigt. Beim ersten EM-Spiel der Waliser, das sie mit 2:1 gewannen, stand er in der Startelf, wurde aber beim Stand von 1:1 in der 71. Minute ausgewechselt. Der für ihn eingewechselte Hal Robson-Kanu erzielte zehn Minuten später den Siegtreffer. Danach kam er noch dreimal als Einwechselspieler zum Einsatz: im Gruppenspiel gegen England, im Achtelfinale gegen Nordirland und im Halbfinale gegen Portugal, das eine 0:2-Niederlage und damit das Turnier-Aus brachte.
In der nach der EM begonnenen Qualifikation zur Fußball-Weltmeisterschaft 2018 hatte er nur einen Einsatz bei der Heimniederlage gegen Irland. Als Dritte hinter Serbien und Irland schieden die Waliser aus. In der UEFA Nations League 2018/19 kam er nicht zum Einsatz. In der erfolgreich absolvierten Qualifikation für die Fußball-Europameisterschaft 2020 wurde er dreimal eingesetzt.
Für die Europameisterschaft 2021 wurde er in den walisischen Kader berufen, aber nicht eingesetzt. In der Qualifikation für die WM 2022 wurde er dreimal eingewechselt, belegte mit seiner Mannschaft hinter Belgien den zweiten Platz und trafen im Halbfinale der Playoffs auf Österreich. Dabei hatten die Waliser Heimrecht und konnten durch einen 2:1-Sieg  das Playoff-Finale erreichen, in dem sie wieder Heimrecht gegen den Sieger des Spiels zwischen Schottland und der Ukraine hatten. Mit 1:0 setzten sie sich gegen die Ukrainer durch und durften erstmals nach 1958 wieder zur WM-Endrunde fahren. Bei der WM gehörte er auch zum Kader, kam aber in den drei Gruppenspielen, nach denen die WM für die Waliser beendet war, nicht zum Einsatz.
Am 17. März 2023 erklärte er seinen Rücktritt aus der Nationalmannschaft.

## Auszeichnungen
2013: Junger Spieler des Jahres von Crystal Palace.